# Neil Robbins
Neil Robbins, född 8 september 1929, död 6 december 2020, var en friidrottare från Australien. Han deltog vid olympiska sommarspelen 1956.